# Heinrich Albert Rommen
Heinrich Albert Rommen (também referido como Heinrich Rommen ou Heinrich A. Rommen, Colónia, 21 de fevereiro de 1897 — Washington, 19 de fevereiro ou 8 de março de 1967) foi um jurista alemão, opositor católico ao nazismo e um pensador ético social que teve muita importância na redescoberta do pensamento de Francisco Suárez, S.J., cunhando a expressão "eterno retorno ao direito natural", e um lugar de destaque no pensamento político do século XX.

## Biografia
Nasceu em Colónia, Alemanha, tendo-se doutorado pelas universidades de Bonn e Münster e dirigido a escola católica "Franz-Hitze-Schule" perto de München-Gladbach (hoje: Mönchengladbach). Esta escola foi encerrada em 1933 e Rommen foi preso pela Gestapo por escrever literatura anti-Nazi e pela sua participação no "Círculo Königswinter" do "Institut für Gesellschafts- und Wirtschaftsordnung" (em português, literalmente: Instituto da Organização da Sociedade e da Economia) em Königswinter, um grupo da acção social católica, composto pelos intelectuais alemães Theodor Brauer, Götz Briefs, Gustav Gundlach, Paul Jostock, Franz Hermann Mueller e Oswald von Nell-Breuning, que organizou uma célebre Semana Social Católica em 1932.
Liberto da prisão seis semanas depois, permaneceu na Alemanha a trabalhar como escritor e consultor jurídico até 1938, quando partiu para os Estados Unidos da América através do auxílio do Comité Episcopal americano para os Refugiados Católicos.
Nos Estados Unidos, H. Rommen assumiu uma variedade de funções académicas, ensinando Economia na Universidade de S. José, de 1938 a 1946, e Ciência Política na Universidade de São Tomás entre 1946 e 1953.
Entre 1953 e 1967, foi professor da Universidade de Georgetown, leccionando cursos de Teoria Política, Governo Constitucional e Ética Política, onde foi o primeiro galardoado com o título de "Professor Distinguido" ("Distinguished Professor"). Foram-lhe atribuídos graus de doutor "honoris causa" pela Universidade de Boston e pela Universidade de Granada, em Espanha. Em 1956, ensinou também na Universidade de Nimegue (Radboud Universiteit Nijmegen) em Nimegue, nos Países Baixos.
Entre a sua vasta bibliografia, merecem destaque os estudos que dedicou ao pensamento do mestre da Segunda Escolástica hispânica, Francisco Suárez, S. J., o livro A Lei Natural (título original em alemão: Die ewige Wiederkehr des Naturrechts), publicado na Alemanha em 1936 em Leipzig, e depois traduzido para inglês, francês e japonês. A sua obra mais conhecida foi The State in Catholic Thought (O Estado no Pensamento Católico), publicada em 1945 (título original em alemão: Der Staat in der katholischen Gedankenwelt, publicada em Paderborn em 1935).

## Heinrich Rommen e o Totalitarismo
O Partido Nacional Socialista obteve uma vitória eleitoral, com maioria relativa, nas eleições de 1933. A partir dessa vitória eleitoral, o Partido nazi configurou o Estado alemão segundo o princípio "um povo, um império, um chefe" (ein Volk, ein Reich, ein Führer) ao serviço da "raça ariana", anulando por completo a Constituição de Weimar. A Alemanha convertia-se num Estado totalitário, com um objectivo claramente estabelecido: o domínio do "homem ariano" por todos os meios considerados necessários ou úteis no território alemão e no seu "espaço vital", incluindo para tanto, desde a repressão das oposições internas até à agressão externa, bem para além das fronteiras da cultura alemã.
H. Rommen, que estivera preso e envolvido com o renascimento do jusnaturalismo católico dos anos vinte, publica, em 1936, o seu ensaio sobre O eterno retorno do Direito Natural. Perseguido pela Gestapo, escapou para os Estados Unidos da América. Aí vem a publicar, em 1947, uma segunda edição do seu ensaio, denunciando o fracasso do positivismo jurídico predominante na República de Weimar, incluindo nelas, desde as correntes mais materialistas até ao mais matizado neokantismo. Palavras de Rommen: "o Estado totalitário e a ideologia (do nazismo) a que se remete são estádios últimos e não supõem o começo de uma nova era. Além disso, são em não pequena parte o resultado final do positivismo". Ao concluir, dizia: "O Estado totalitário moderno e as ideologias que o fundamentam significam em última instância a redução ao absurdo do axioma: a vontade faz a lei." "E deveria chamar a nossa atenção o facto de que a revolução nacional-socialista foi "legal" no sentido do positivismo" ("Der moderne totale Staat und die ihn begründenden Ideologien aber bedeuten letzthin die reductio ad absurdum des Axioms: voluntas facit legem". "Es sollte auch stutzig machen, dass die nazionalsozialistische Revolution `legal´ war im Sinne des Positivimus").
A tradução para inglês deste ensaio, foi a primeira de uma série de obras de europeus emigrados nos Estados Unidos, nas quais se tratou de forma especulativa (de forma "clássica", para os juristas e políticos do Novo Mundo), o problema dos fundamentos morais da lei e da política, dando especial atenção às origens e ao conteúdo filosófico do totalitarismo: em 1950, Leo Strauss publicou National Right and History; em 1951, Yves R. Simon publicou Philosophy of Democratic Government, Jacques Maritain Man and the State e Hannah Arendt The Origins of Totalitarianism; em 1952, Eric Voegelin publicou New Science of Politics.
Strauss e Voegelin não partilhavam com Rommen, Simon, e Maritain, o pensamento e o vocabulário da escolástica, que remontava a São Tomás de Aquino. Mas todos eles concordavam numa conclusão fundamental: o totalitarismo tinha a sua mais remota origem no Iluminismo; a reacção romântica que se lhe seguira, tinha piorado em vez de corrigir as suas consequências.